# Doan Bui
Pour les articles homonymes, voir Bui.
Doan Bui est une journaliste française, autrice, essayiste et scénariste de bande dessinée.

## Biographie
Doan Bui est née au Mans en octobre 1974 de parents vietnamiens. Elle a été scolarisée au collège Berthelot de cette ville. Elle travaille au Nouvel Obs (anciennement Nouvel Observateur, puis l'Obs) depuis 2003 en tant que grand reporter,, Ses articles traitent souvent des questions de migrations, d'exils et d'identité, comme en témoigne son reportage Les Fantômes du fleuve,.
Elle reçoit le prix Albert-Londres 2013, pour son reportage Les Fantômes du fleuve sur les immigrés qui essayent de pénétrer en Europe en Grèce par la Turquie, publié par le Nouvel Observateur.
En 2016, elle reçoit le prix Amerigo-Vespucci ainsi que le prix littéraire de la Porte Dorée pour Le Silence de mon père (éditions de l'Iconoclaste), un récit écrit après l'AVC de son père, devenu aphasique qui s'interroge sur la transmission de l'histoire familiale,,,.
Son premier roman, La Tour, hommage à "Vie mode d'emploi" de Georges Perec,,est finaliste du prix Goncourt du premier roman 2022,, du prix Orange 2022. Il reçoit le Prix littéraire de l'Asie 2022 et le prix " Littérature de l'exil",
En 2024, elle publie avec Pavlo Matyusha et Viktoria Matyusha "Lettres d'Amour et de guerre" (Editions de l'Iconoclaste).
Elle coordonne le Hors-Série "Indochine, une colonisation oubliée" avec Eric Aeschimann, 2024,,.
En septembre 2024, elle publie "Le Pays de Nulle Part" (éditions Grasset), dans lequel elle aborde la question du deuil infantile et la perte d'un nourrisson,,,. Le livre est sélectionné parmi les 10 finalistes du  Femina 2024.

## Publications

### Livres (sauf fiction)
- Milliardaires d'un jour : Splendeurs et misères de la nouvelle économie, avec Grégoire Biseau, Paris, Éditions Grasset et Fasquelle, 2002, 373 p.  (ISBN 978-2-246-62371-7)
- Les Affameurs : voyage au cœur de la planète de la faim, Paris, Éditions Privé, 2009, 360 p.  (ISBN 978-2-35076-094-0)
- Ils sont devenus français, avec Isabelle Monnin, Paris, Éditions JC Lattès, coll. « Essais et documents », 2010, 303 p.  (ISBN 978-2-7096-3552-3)
- Pour une terre solidaire, avec Jean-Paul Rivière et coll., Paris, Éditions du Cherche Midi, 2011, 240 p.  (ISBN 978-2-7491-1978-6)
- Le Silence de mon père, Paris, l'Iconoclaste, 2016, 272 p.  (ISBN 979-1-0954-3810-6). Traduction en Italien "Il Silenzio di mio Padre", traduit par Alice d'Anella.  (ISBN 889716062X) Editions XYZ. Mai 2023. Allemand "Das Schweigen meines Vaters", traducteur Philippe Wellnitz, Sujet Verlag  (ISBN 978-3-96202-006-4)[32], Người Cha Im Lặng, traduction Thuan, Phuong Nam Books
- Portraits de vi(h)es, avec Patrick Messina pour les photos, Paris, Éditions du Cherche Midi, 2017, 160 p.  (ISBN 978-2749157320). Préface de Jean-Luc Romero-Michel.
- Lettres d'amour et de guerres, avec Pavlo et Viktoria Matyusha, Paris, Editions de l'Iconoclaste, 2024

### Fiction
- La Tour (roman), Grasset, 2022 (ISBN 978-2246824992)[33],[34]
- Le Pays de Nulle Part (roman), Grasset, 2024 (ISBN 9782246836186), 252 p.

### Bandes dessinées (scénariste)
- Le Vietnam raconté à mes filles, paru en feuilleton d'été en 2015 dans l'Obs, disponible en ligne via le site de l'Obs ou directement ici. Dessins de Tiphaine Rivière.
- C'est quoi, un terroriste ? Le procès Merah et nous, Delcourt, 2019, dessinée par Leslie Plée,  (ISBN 978-2413012948)
- Fake news: l'info qui ne tourne pas rond, Delcourt, 2021, dessinée par Leslie Plée,  (ISBN 9782413028789)

## Télévision
- 2014-2015 : Frères d'armes, série télévisée historique de Rachid Bouchareb et Pascal Blanchard : présentation du zouave Daurière